# Jakuti
Jakuti ali Saha (jakutsko Сахалар) so turški narod, ki živi večinoma v Republiki Jakutiji v Ruski federaciji. Nekaj Jakutov živi tudi v Amurski, Magadanski in Sahalinski oblasti ter v Tajmirski in Evenški avtonomni pokrajini. Jakutski jezik spada v sibirsko vejo turških jezikov. Ruska beseda jakut izvira iz tunguške jeko. Jakuti sami sebe imenujejo Saha, v nekaterih starih letopisih tudi urangai Saha.

## Kultura
Jakuti se ukvarjajo z živinorejo in se tradicionalno osredotočajo na rejo konj, predvsem jakutskih konj, severnih jelenov in saha inaga, trdožive vrste goveda, znane kot jakutsko govedo, ki je dobro prilagojena ostrim lokalnim podnebnim razmeram.
Jakuti zelo spoštujejo nekatere skalne formacije, imenovane kigiljah, in mesta, kot je gora Innah.

## Izvor in zgodovina
Predniki Jakutov so bili Kurikani, ki so se s porečja Jeniseja preselili na Bajkalsko jezero. Pred selitvijo v 7. stoletju so bili nekoliko pomešani z Mongoli. Jakuti so prvotno naseljevali okolico otoka Olhon ob Bajkalskem jezeru. V 13. stoletju so se pod pritiskom Mongolov začeli seliti v porečja srednje Lene, Aldana in Viljuja. Severni Jakuti so bili večinoma lovci, ribiči in rejci severnih jelenov, južni Jakuti pa so se ukvarjali predvsem z živinorejo in konjerejo.
Po letu 1620 je na njihovo ozemlje začela vdirati Carska Rusija, začela pobirati davek v krznu (jasak) in v letih 1634 do 1642 zatrla več uporov. Brutalnost carskih pobiralcev davka je leta 1642 sprožila upore tudi tunguško govorečih ljudstev ob Leni. Knez Peter Golovin, poveljnik carističnih sil, se je na upore odzval z nasiljem, požgal veliko vasi in ubil več sto ljudi. Ocene kažejo, da je število Jakutov med letoma 1642 in 1682 upadlo za 70%, predvsem zaradi črnih koz in drugih nalezljivih bolezni.
V 18. stoletju je pritisk Rusov popustil. Jakutskim poglavarjem so podelili nekaj privilegijev, vse prebivalce osvobodili in jim dali vso njihovo zemljo, jim poslali pravoslavne duhovnike in jih začeli poučevati o kmetijstvu. Odkritje zlata in kasneje gradnja transsibirske železnice sta pospešili selitev Rusov v Sibirijo. Do okoli leta 1820 se je velika večina Jakutov spreobrnila v pravoslavje. Jakuti kljub temi še vedno prakticirajo šamanizem. V poznem 19. stoletju se je začela prebujati jakutska književnost, v zgodnjem 20. stoletju pa se je zgodil narodni preporod. 
Sovjetska oblast je leta 1922 na jakutskem ozemlju ustanovila Jakutsko avtonomno sovjetsko socialistično republiko. Zadnji konflikt v ruski državljanski vojni je bil jakutski upor, v katerem se je kornet Mihail Korobejnikov, častnik ruske bele armade, zadnjič spopadel z rdečo armado.
Od poznih 20.-ih do poznih 30-ih let 20. stoletja so bili Jakuti med Stalinovo kolektivizacijo sistematično zatirani. Lakota in podhranjenost sta bili morda vzrok, da se je število Jakutov z 240.500 leta 1926 zmanjšalo na 236.700 leta  1959. Po letu 1972 je njihovo število ponovno začelo rasti.
Jakuti trenutno tvorijo skoraj polovico prebivalstva obsežne Republike Jakutije. Po ruskem popisu prebivalstva leta 2010 je v Jakutiji živelo 466.492 Jakutov ali 49,9% celotnega prebivalstva republike.

## Jezik
Po podatkih popisa prebivalstva leta 2010 je 87% Jakutov tekoče govorilo jakutsko in 90% tekoče rusko. Jakutščina spada med severnosibirske sibirske turške jezike. Najbolj sorodna je dolganščini in nekoliko manj tuvinščini in šorščini.

## Kuhinja
Za jakutsko kuhinjo so značilni tradicionalna pijača kumis iz kravjega, kobiljega ali jelenjega mleka, narezek iz zamrznjene soljene ribe (stroganina),  mesne štruce (ojogos), divjačina, zamrznjene ribe, debele palačinke in salamat - prosena kaša z maslom in konjsko mastjo. Priljubljena slaščica je kuerčeh, pripravljen iz kravjega mleka ali smetane in različnega jagodičja. Indigirka je tradicionalna ribja solata. Tovrstna kuhinja je značilna izključno za Jakutijo.